# Tmesisternus pulvereus
Tmesisternus pulvereus är en skalbaggsart som beskrevs av Francis Polkinghorne Pascoe 1868. Tmesisternus pulvereus ingår i släktet Tmesisternus och familjen långhorningar.
Artens utbredningsområde är Irian Jaya. Inga underarter finns listade i Catalogue of Life.